# Małe Swornegacie
Małe Swornegacie (kaszb. Małé Swòrnégace lub też Nowé Swòrnégace, Stëpórc, niem. Neu Schwornigatz) – wieś kaszubska w Polsce położona w województwie pomorskim, w powiecie chojnickim, w gminie Chojnice. 
Wieś jest częścią składową sołectwa Swornegacie. Małe Swornegacie są położone na terenie Zaborskiego Parku Krajobrazowego, między jeziorami Karsińskim i Charzykowskim, sąsiadują bezpośrednio (na wschodzie) z Parkiem Narodowym „Bory Tucholskie”. Połączenie z centrum Chojnic umożliwiają autobusy komunikacji miejskiej (linia nr 1).
W miejscowości znajduje się most zwodzony, umożliwiający przepływanie między jeziorami.
W latach 1975–1998 miejscowość administracyjnie należała do województwa bydgoskiego.